# ميركو كوس
ميركو كوس (بالألمانية: Mirko Kos)‏ هو لاعب كرة قدم نمساوي في مركز حراسة المرمى، ولد في 12 أبريل 1997 في Mürzzuschlag ‏ في النمسا.

## وصلات خارجية
- ميركو كوس على موقع قاعدة بيانات كرة القدم.إي يو (الإنجليزية)
- ميركو كوس على موقع Soccerway.com (الإنجليزية)
- ميركو كوس على موقع عالم كرة القدم.نت (الإنجليزية)